# Vlag van Zaandam

Vlag van de gemeente Zaandam
(1938 - 1974)

Vlag van de gemeente Zaandam
(1938)

Vlag van de stad Zaandam
(1667)

De vlag van Zaandam is op 14 juli 1938 per raadsbesluit werd vastgesteld als gemeentelijke vlag van de Noord-Hollandse gemeente Zaandam. De vlag kan als volgt worden beschreven:
Veertien evenhoge banen van blauw, zwart en geel, met een kanton rechtsgeschuind van rood en wit.
De kleuren van de vlag zijn afgeleid van het gemeentewapen. Een nadere verklaring ontbreekt. Het ontwerp werd gekozen uit 25 ontwerpen. Een raadslid stelde voor een rode vlag te nemen, maar dat werd verworpen omdat de burgemeester zei dat de politiek bij het vaststellen van een gemeentevlag geen rol behoort te spelen.
Het gemeentelijk dundoek bleef tot 1 januari 1974 in gebruik, op die dag is de gemeente opgegaan in de nieuw opgerichte gemeente Zaanstad.

## Eerdere vlaggen
Er is een eerdere vlag uit 1938 bekend, die als volgt kan worden beschreven:
Drie banen van gelijke hoogte, de bovenste van geel, de onderste van blauw en de middelste geblokt van 2 maal 10 stukken van rood en wit.
De herkomst en betekenis van deze vlag is onbekend.
In 1874 wilde de gemeente een zwart-blauwe vlag invoeren, maar de gemeentearchivaris maakte bezwaar, omdat de kleuren van die vlag niet overeenkwamen met de kleuren in het gemeentewapen.
In 1958 werd een Napolitaans manuscript uit 1667 ontdekt, getiteld Bandiere usate in mare da diverse nazioni sopra i legni da guerra e mercantili, waarin een vlag van Zaandam staat beschreven die als volgt kan worden beschreven:
Drie evenhoge banen van rood, wit en blauw, waarop in het midden twee rode en twee witte vierkanten, geordend als een geschaakt Grieks kruis, waarvan de witte vierkanten in het rood en blauw reiken.
Het kruis is afkomstig van het wapen van de heerlijkheid Zaanden. In een notariële akte uit 1657 is door schippers vastgelegd dat het Sardammer kenteken op zee bestaat uit "twee rode ende twee witte vierkante ruijten, deur malkander geschakeert". Dit lijkt op een beschrijving van het kruis op de vlag uit het Napolitaanse manuscript.
Deze historische vlag was de basis voor het  ontwerp van de vlag van Zaanstad.

## Verwante afbeeldingen

Het wapen van Zaandam
De vlag van Zaanstad

Akersloot
· Andijk
· Anna Paulowna 
· Assendelft 
· Beemster 
· Bennebroek 
· Blokker 
· Broek in Waterland 
· Bussum 
· Callantsoog 
· Edam 
· Egmond 
· Egmond aan Zee 
· Egmond-Binnen 
· Graft-De Rijp 
· 's-Graveland 
· Haarlemmerliede en Spaarnwoude 
· Harenkarspel 
· Heerhugowaard 
· Hensbroek 
· Hoogwoud 
· Ilpendam 
· Jisp 
· Krommenie 
· Langedijk 
· Limmen 
· Marken 
· Midwoud 
· Monnickendam 
· Muiden 
· Naarden 
· Nederhorst den Berg 
· Nibbixwoud 
· Niedorp 
· Noorder-Koggenland 
· Obdam 
· Opperdoes 
· Schermer 
· Schermerhorn 
· Schoorl 
· Sint Maarten 
· Terschelling 
· Terschelling en Vlieland 
· Twisk 
· Venhuizen 
· Vlieland 
· Warmenhuizen
· Weesp
· Wervershoof 
· Wester-Koggenland 
· Westwoud 
· Westzaan 
· Wieringen 
· Wieringermeer 
· Wijdewormer 
· Wognum 
· Wormer 
· Wormerveer 
· Zaandam 
· Zaandijk 
· Zeevang 
· Zijpe